# 圖拉真市場
圖拉真市場或譯為崔真市場（拉丁語：Mercatus Traiani）是位於義大利羅馬市內的一處古羅馬時代的遺跡，也是古羅馬建築的代表作。市場修建於西元100年至110年期間，由大馬士革的阿波羅多洛斯建設。圖拉真市場是世界上最早的購物中心，建築主要由磚塊和混凝土建造。進入近代之後，這座建築得到持續修復。現在圖拉真市場作為博物館對外開放。

## 外部連結
耶魯大學古羅馬建築線上課程  https://www.youtube.com/watch?v=1Nr5zyiiqAc （页面存档备份，存于）